# سياكا ستيفنز
سياكا ستيفنز (بالإنجليزية: Siaka Stevens)‏ (و. 1905 – 1988 م) هو سياسي من سيراليون .
تولى منصب رئيس سيراليون (1971-04-21–1985-11-28) .

## روابط خارجية
- سياكا ستيفنز على موقع الموسوعة البريطانية (الإنجليزية)
- سياكا ستيفنز على موقع مونزينجر (الألمانية)